# Ekmanspiral

Förenklad bild av Ekmans spiraleffekt på norra halvklotet.
• 1 Blått - vindriktning
• 2 Rött - friktionsvektor
• 4 Gult - Corioliseffekten
• 3 Rosa - resulterande strömningsriktning
Illustration: PD.

Ekmanspiral kallas den inverkan som friktion från vindar tillsammans med Corioliseffekten har på ytliga havsströmmar. Ekmanspiralen har stor betydelse för förståelsen av vindens inverkan på uppvällningar och strömmar.
Corioliseffekten innebär att jordens rotation och tröghet hos luftmassorna i jordens atmosfär gör att vindarna rör sig medurs på norra halvklotet och moturs på södra halvklotet. 
När vinden på norra halvklotet blåser över en ocean gör friktionen att vinden, bildligt talat, drar vattnet efter sig. På grund av den högre friktionen i vattnet driver Corioliseffekten ytvattnet åt höger. I underliggande vattenskikt gör den tilltagande friktionen att vattnet drivs allt längre åt höger, den så kallade Ekmanvridningen, samtidigt som strömmarnas hastighet avtar. På södra halvklotet drivs vattnet istället åt vänster.
Vid havsytan vrids havsströmmarna 45° med en hastighet motsvarande 3 procent av vindhastigheten. Vid gränsen för Ekmaneffektens inverkan, det så kallade Ekmandjupet, det vill säga det djup på vilket vinden inte längre påverkar vattenströmmarna, flyter strömmarna mot vindens riktning. I genomsnitt finns Ekmandjupet på omkring 50 meters djup. 
Sammantaget resulterar de olika riktningarna av olika styrka och med olika riktning i Ekmansspiralen i en genomsnittlig riktning, den så kallade Ekmantransporten, som pekar 90° till höger om vindriktningen (på norra halvklotet). 
Den uppvällning av kallt havsvatten som äger rum på norra halvklotet längs med kusterna i oceanernas västra delar beror på denna Ekmantransport eftersom vindarnas nordliga riktning där gör att kusten hamnar "till vänster". Uppvällningen kallas Ekmanpumpning. Det uppvällande vattnet är ofta näringsrikt och för med sig stora mängder plankton. På samma sätt producerar de sydliga vindarna längs med oceanernas östra kuster nedvällning av varmt havsvatten. På södra halvklotet förhåller det sig tvärt om.
En idealiserad Ekmanspiral har observerats under havsisen men inte på öppet hav. Turbulens i havets ytliga strömmar tenderar att destabilisera Ekmanspiralen.
Corioliseffekten i jordens atmosfär gör att vinden på norra halvklotet vrids åt höger.
Ekmanspiralen har fått sitt namn efter den svenske oceanografen Vagn Walfrid Ekman (1874–1954) som 1902 publicerade en teori som förklarade fenomenet. Observationen av fenomenet gjordes först av den norske oceanografen Fridtjof Nansen (1861–1930) under en polarexpedition på Norra ishavet 1893–1896.